# Norrsjön (Bollnäs socken, Hälsingland, 679536-152280)
Norrsjön är en sjö i Bollnäs kommun i Hälsingland och ingår i Ljusnans huvudavrinningsområde. Sjön är 3 meter djup, har en yta på 0,302 kvadratkilometer och befinner sig 155,2 meter över havet.

## Delavrinningsområde
Norrsjön ingår i det delavrinningsområde (679553-152224) som SMHI kallar för Utloppet av Norrsjön. Medelhöjden är 174 meter över havet och ytan är 1,12 kvadratkilometer. Räknas de 6 avrinningsområdena uppströms in blir den ackumulerade arean 22,16 kvadratkilometer. Vattendraget som avvattnar avrinningsområdet har biflödesordning 3, vilket innebär att vattnet flödar genom totalt 3 vattendrag innan det når havet efter 61 kilometer. Avrinningsområdet består mestadels av skog (86 procent). Avrinningsområdet har 0,38 kvadratkilometer vattenytor vilket ger det en sjöprocent på 4,4 procent.